# Coppa Bernocchi 1959
La Coppa Bernocchi 1959, quarantunesima edizione della corsa, si svolse il 2 agosto 1959 su un percorso di 255,1 km. Era valida come evento del circuito UCI categoria CB1.1. La vittoria fu appannaggio dell'italiano Noè Conti, che terminò la gara in 5h54'08", alla media di 43,221 km/h, precedendo i connazionali Michele Gismondi e Diego Ronchini. L'arrivo e la partenza della gara furono a Legnano.
Furono 129 i ciclisti che partirono dal via della manifestazione.

## Ordine d'arrivo (Top 10)
| Pos. | Corridore          | Squadra           | Tempo    |
| ---- | ------------------ | ----------------- | -------- |
| 1    | Noè Conti          | Bianchi           | 5h54'08" |
| 2    | Michele Gismondi   | Tricofilina-Coppi | s.t.     |
| 3    | Diego Ronchini     | Bianchi           | s.t.     |
| 4    | Arnaldo Pambianco  | Legnano           | s.t.     |
| 5    | Armando Pellegrini | Emi               | s.t.     |
| 6    | Arrigo Padovan     | Atala             | s.t.     |
| 7    | Nello Fabbri       | Bianchi           | s.t.     |
| 8    | Alfredo Sabbadin   | Mondia            | s.t.     |
| 9    | Mamante Mora       | Ghigi             | s.t.     |
| 10   | Pasquale Fornara   | Emi               | s.t.     |